# Klasztorna Góra
Klasztorna Góra (słow. Kláštorná hora, 657 m n.p.m.) – szczyt w Pieninach, w Grupie Golicy, na terenie słowackiego Pienińskiego Parku Narodowego (PIENAP).
Jest najdalej na zachód wysuniętym szczytem słowackich Pienin. Od masywu Płaśni oddziela go Przełęcz pod Klasztorną Górą (słow. Cerla, 605 m). Góra ma dwa wierzchołki oddalone od siebie o około 1 km – główny i wyższy północny (657 m) oraz niższy południowy wznoszący się na wysokość 647 m. Grzbiet przebiega tu łagodnie z wyjątkiem bardziej stromego odcinka na północny zachód od głównej kulminacji opadającego do przełomowej doliny Dunajca, który opływa górę od północnego zachodu, północy i wschodu. Zachodni stok obniża się zaś do doliny potoku Lipnik, w której leży miejscowość Czerwony Klasztor. Od położonego tam klasztoru pochodzi nazwa góry. Cała Klasztorna Góra porośnięta jest dobrze zachowanym, niegdyś typowym dla Pienin lasem bukowym i bukowo-jodłowym. Przy ujściu Lipnika Do Dunajca znajduje się niewielka Dolina św. Antoniego położona pomiędzy Klasztorną Górą i znajdującym się po drugiej stronie Dunajca szczytem Uhliská (600 m).
Na szczyt nie prowadzą żadne szlaki turystyczne, cała góra jest obszarem ochrony ścisłej, lecz kilka tras biegnie na obrzeżach masywu. U podnóża, wzdłuż Dunajca przebiega jednak Droga Pienińska, a dwa szlaki piesze z Czerwonego Klasztoru – czerwony na Płaśnie oraz niebieski do Leśnicy – wiodą południowym skrajem masywu przez Przełęcz pod Klasztorną Górą. U zachodniego podnóża Klasztornej Góry, na dawnej polanie Cyrhla znajduje się pole namiotowe.